# Distrito de Tolna
El distrito de Tolna (húngaro: Tolnai járás) es un distrito húngaro perteneciente al condado de Tolna.
En 2013 su población era de 18 210 habitantes. Su capital es Tolna.

## Municipios
El distrito tiene una ciudad (en negrita), un pueblo mayor (en cursiva) y 2 pueblos (población a 1 de enero de 2013):
- Bogyiszló (1038)
- Fadd (2289)
- Fácánkert (411)
- Tolna (13 758) – la capital